# Unno
Unno was een Friese hertog uit de middeleeuwse gouw Rüstringen.

## Historische bron
Over Unno worden we summier geïnformeerd in een vroege middeleeuwse historische bron: Vita Sancti Liudgeri (het heilige leven vanLiudger), geschreven omstreeks 840 door Altfrid, bisschop van Munster. Hierin wordt Unno de belangrijkste vertegenwoordiger van de Friese adel genoemd die over een groot deel van oostelijk Frisa, oostelijk van de Lauwers, heerste. De periode van zijn optreden is ook bekend uit Frankische annalen.

## Geschiedenis
In 793 voerde Unno samen met Eilrad, een andere leider, de Wezerfriezen aan in hun opstand tegen het Frankische rijk van Karel de Grote. Deze opstand had tot gevolg dat de een deel van Friezen tijdelijk terugviel op hun oude heidense geloof. Christelijke zendelingen als Liudger werden op de vlucht gedreven en moesten een goed heenkomen vinden in het zuiden bij de Franken. Anders dan de grote opstand van de Friezen van 783-784 bleef deze opstand beperkt tot de meest oostelijke delen van Frisia en werd hij het jaar daarop neergeslagen.
In de Frankische annalen worden Unno en Eilrad aangeduid als Friese hertogen. Zij behoorden tot de Friese elite die na annexatie van Oost-Frisia in 772 bereid waren met de Franken samen te werken. In ruil voor behoud van hun oude privileges moesten zij het heidense geloof afleggen en christen worden. De aanleiding tot hun opstand moet gezocht worden in de strenge straffen die de Friezen opgelegd werden na het neerslaan van hun grote opstand van 782-785 en de gedwongen rekruteringen voor de veldtocht tegen de Avaren in het oosten.